# Антонев (гміна Нова-Суха)
Антонев (пол. Antoniew) — село в Польщі, у гміні Нова-Суха Сохачевського повіту Мазовецького воєводства.
Населення — 244 особи (2011).

## Демографія
Демографічна структура станом на 31 березня 2011 року:
|          | Загалом | Допрацездатний вік | Працездатний вік | Постпрацездатний вік |
| -------- | ------- | ------------------ | ---------------- | -------------------- |
| Чоловіки | 119     | 29                 | 78               | 12                   |
| Жінки    | 125     | 27                 | 73               | 25                   |
| Разом    | 244     | 56                 | 151              | 37                   |